# João Loureiro
João Eduardo Pinto de Loureiro (Porto, Bonfim, 9 de outubro de 1963) é um advogado, politico, músico, empresário e dirigente desportivo português. Foi presidente do Boavista FC entre 1997 e 2007 e entre 2012 e 2018. É filho de Valentim Loureiro.

## Biografia
Filho de Valentim Loureiro, é casado com Maria do Rosário, tendo quatro filhos, Valentim, Maria, Sofia e Vasco.
Passou parte da infância em Angola e licenciou-se em Direito, na Faculdade de Direito da Universidade Católica Portuguesa do Porto, em 1987, tendo aí sido Vice-Presidente da Associação de estudantes respectiva. Fez o Estágio na Ordem dos Advogados, na qual está desde então inscrito. 
Frequentou diversos cursos de línguas, designadamente de inglês, na Pilgrims School of Language, em Folkestone, Kent, Inglaterra, e de francês, na Berlitz, em St Germain en Laye, Paris. Fez o serviço militar obrigatório, como Oficial, tendo estado no Estado Maior do Exército e na Polícia Judiciária Militar, licenciando-se como Alferes em 1989. 

## Carreira musical
Ainda jovem foi vocalista, autor e líder de uma popular banda de pop-rock, chamada Ban, com extensa discografia entre 1981 e 1995, e diversos grandes êxitos, entre os quais Irreal Social, Mundo de Aventuras e Dias Atlânticos, tendo entre muitos outros prémios sido considerada oficialmente pela SPA uma das 50 mais importantes de sempre da música portuguesa. Editou ainda em finais de 2010 um novo CD, Dansity. Em novembro de 2011, os Ban foram eleitos uma das 25 'Bandas Míticas' nacionais, tendo sido editado um livro + CD por esse efeito. Foi também vocalista do grupo Zero, que gravou um CD em Inglaterra que editou em 1994. Teve ainda também uma forte ligação às áreas artísticas da cidade do Porto nos anos 80 e 90, através do coletivo Novo Fogo e Arte, de que foi mentor, tendo promovido e organizado diversos eventos culturais, como os Ciclos de Novo Rock. Por esta altura participou também como ator no filme independente Amour en Latin, do realizador francês Saguenail. Promoveu e foi proprietário da discoteca com mais sucesso do Porto nos anos 90 e primeira década seguinte, o Via Rápida, com seus irmãos Nuno (arquiteto) e Jorge (economista), com os quais promoveu também nos últimos anos o renomado Restaurante BH Foz.

## Presidência do Boavista F.C.
Foi Presidente do clube de futebol Boavista FC, entre 1997 e 2007, onde ganhou todos os títulos de futebol em Portugal da altura (incluindo Futebol Profissional, Futebol Juvenil e até Futebol Feminino), tendo sido o mais jovem Presidente de sempre Campeão Nacional (em 2000/2001), duas vezes Vice-Campeão, vencendo ainda as Taça e Supertaça de Portugal, levando o clube à Liga dos Campeões da UEFA por 3 vezes e uma vez às meias-finais da Taça UEFA. Foi também na sua presidência que foi edificado o Estádio do Bessa Séc. XXI, com capacidade para 30.000 espectadores, onde decorreram vários jogos do Euro 2004. Foi eleito o Dirigente do Ano pelo jornal Record, em 2001, entre vários outros galardões que recebeu, como a Pantera de Honra e a Pantera de Ouro. Foi membro da Direção da Liga PFP durante vários mandatos.
Em 28 de dezembro de 2012, e na sequência de um movimento de sócios que recolheu centenas de assinaturas, João Loureiro foi eleito novamente presidente do Boavista, para um mandato até 2015, num ato eleitoral, realizado no Porto. Após a sua tomada de posse, em 2 janeiro de 2013, a Boavista SAD conseguiu ver aprovado em 29 de junho o direito, reconhecido pela FPF e pela Liga PFP, a regressar à 1ª Liga portuguesa a partir da Época 2014/2015, tendo ainda pedido uma indemnização à FPF pelos danos que na sua óptica foram causados pelo Conselho de Justiça da mesma ao ratificar a despromoção do clube à 2ª Divisão decretada pela Comissão Disciplinar da Liga de Clubes. Sob a sua condução, o Boavista FC conseguiu em 4 de setembro de 2013 a aprovação de um PER (Processo Especial de Revitalização), através do qual o seu passivo foi reduzido de 65 milhões de euros para 32 milhões de Euros, a pagar em 12,5 anos, o que afastou a ameaça de insolvência do mesmo, no que foi considerado um momento histórico para a instituição, que está a cumprir. Venceu o Boavista também desde o seu regresso, em 2013, a Taça de Portugal de Futebol Feminino e o Campeonato Nacional da 2ª Divisão de Futsal. Posteriormente, em fevereiro de 2014, a Boavista SAD outorgou também um acordo SIREVE (Sistema de Recuperação de Empresas por Via Extrajudicial) histórico com os credores. Nesse seguimento, foi convidada pela Liga de Futebol a inscrever-se na 1ª Liga, o que veio a ser feito e aceite em abril de 2014, tendo o Boavista participado com êxito na 1ª Liga nacional nas épocas 2014/2015 e 2015/2016. Foi reeleito Presidente no final de 2015 sem oposição, tendo mandato até final de 2018. Nas Épocas 2016/2017 e 2017/2018 o objectivo desportivo foi novamente conseguido, tendo o Boavista alcançado a 9ª e 8ª posições na classificação, respectivamente. Também em 2018, foi concluida a restruturação financeira da Boavista SAD, com a aprovação de um PER pela esmagadora maioria dos seus credores. No final desse ano, João Loureiro anunciou que não se recandidataria a novo mandato como Presidente da Direção, tendo por sua vontade sido eleito como Presidente do Conselho Geral do Boavista Futebol Clube.

## Vida política
É militante do PSD, tendo sido eleito Conselheiro Nacional por duas vezes, e Presidente do Conselho de Jurisdição na Distrital do Porto, da qual foi também Vice-Presidente da Comissão Política. Foi, durante o seu primeiro mandato de Presidente do Boavista FC, eleito deputado para a Assembleia da República em 1998 pelo PSD, não tendo exercido tal cargo por o considerar incompatível com a sua função desportiva.

## Caso Apito Dourado
Implicado no processo Apito Dourado, foi completamente ilibado e absolvido de todas as suspeitas. Com efeito, em fevereiro de 2011, o Tribunal de São João Novo condenou João Loureiro a dois anos de pena suspensa, mas a decisão foi revogada pois ficou provado que os valores em dívida do Estado foram objeto de um acordo PEC, tendo o clube durante a gestão de João Loureiro pago todas as respectivas prestações. Em consequência do recurso, o Tribunal da Relação do Porto anulou em dezembro de 2011 o acórdão da 1ª instância. Em nova apreciação da mesma factualidade pelo Tribunal de São João Novo, no Porto, este manteve em 8 de fevereiro de 2013 a pena que havia a aplicado ao presidente do Boavista João Loureiro em fevereiro de 2011, tendo João Loureiro apresentado novo recurso para o Tribunal da Relação De novo foi dado provimento à argumentação apresentada por João Loureiro.

## Voo OAV302 da OMNI
Ver artigo principal: Voo OAV302 da OMNI
Em fevereiro de 2021, foi um dos passageiros do Voo OAV302 da OMNI, que deveria partir do Brasil com 500kg de cocaína dissimulados na fuselagem do avião. A cocaína foi detectada durante uma inspeção feita por agentes da Polícia Federal ao avião, quando este se encontrava no Aeroporto Internacional de Salvador. Os técnicos da manutenção, após alerta dos pilotos, suspeitaram da carga e chamaram a polícia.
Sendo um dos passageiros que deveriam partir naquele voo, João Loureiro foi ouvido, por sua própria iniciativa, na sede da Polícia Federal, em Salvador da Bahia a propósito da apreensão. Semanas mais tarde, a Polícia Federal brasileira ilibou João Loureiro de qualquer ligação ou envolvimento no assunto, declarando estar provado ser totalmente alheio ao mesmo.